# 타키가와 유미
타키가와 유미(Yumi Takigawa, 1951년 2월 16일 ~ )는 일본의 가수, 영화배우이다.
스기나미구에서 태어났다.

## 방송
- 더블 판타지
- 왕복서간 ~십오 년 뒤의 보충수업
- 유리의 갈대
- 사랑이란 사치가 내게 떨어져 내린 것일까?
- 화려한 일족

## 영화
- 캐논 (2016년) - 키시모토 타츠코 역
- 사랑이란 사치가 내게 떨어져 내린 것일까? (2012년)
- 베로니카, 죽기로 결심하다 (2005년)
- 고닌 2 (1996년)
- 하루카, 노스탤지어 (1992년)
- 더블 패닉 90 (1992년)
- 오르골 (1989년) - 쿠보 시주코 역
- 신칸센 대폭파 (1975년)
- 의리의 무덤 (1975년)
- 성수학원 (1974년)